# 堤正誼
堤 正誼（つつみ まさよし、1834年12月6日（天保5年11月6日）- 1921年7月19日）は、幕末の越前福井藩士、明治の宮内官僚、政治家。宮内次官、貴族院議員、男爵。位階勲等は正二位勲一等。幼名は市五郎。

## 経歴
福井藩士・堤甚平の長男として生まれる。安政四年、橋本左内とともに江戸に出て江戸幕府の海軍教授所である軍艦教授所で航海術を学び、その後幕末はおもに軍事関係の職についた。明治11年に明治維新後に福井藩権大参事を務める。
明治4年9月（1871年）、宮内省に移籍し侍従に就任。以後、侍従番長、宮内少丞、宮内権大丞、内匠課長、調度課長、宮内大書記官兼皇太后宮亮、出納課長、庶務課長、調度局長兼大膳亮などを歴任。
1887年9月、内匠頭となり、兼調度局長、兼御料局長官、兼閑院宮別当などを務める。1897年12月、宮内次官に就任。以後、内匠頭、宮中顧問官、兼東宮御所造営局長を歴任した。とくに内匠頭として任ぜられた期間は、明治20年から明治37年までと長期にわたり、その間に担当した作品は膨大なものであった。1900年5月、男爵を叙爵。1911年7月10日、貴族院男爵議員に選出され、1916年11月22日まで在任した。
1921年7月19日、東京府豊多摩郡千駄ヶ谷町穏田の邸に於いて薨去。享年八十八。墓所は文京区の吉祥寺。

## 栄典
位階
- 1886年（明治19年）11月16日 - 正五位[3]
- 1887年（明治20年）10月6日 - 従四位[4]
- 1892年（明治25年）9月26日 - 正四位[5]

勲章等
- 1888年（明治21年）5月29日 - 勲四等旭日小綬章[6]
- 1889年（明治22年）11月25日 - 大日本帝国憲法発布記念章[7]
- 1890年（明治23年）6月30日 - 勲三等瑞宝章[8]
- 1898年（明治31年）6月28日 - 勲二等瑞宝章[9]
- 1900年（明治33年）5月9日 - 男爵[10]
- 1903年（明治36年）1月27日 - 御紋付御杯[11]
- 1915年（大正4年）11月10日 - 大礼記念章[12]

## 親族
- 父・提甚平 ‐ 福井藩士[13]
- 妻・常子（1847-1908） ‐ 福井藩士・市橋環蔵の長女[14]
- 長男・寿  ‐ 妻は金沢藩士・加藤恒（1843－1899）の娘[15]。子に堤正之、堤新三（1915-2015）。
- 二男・健三
- 三男・武雄
- 長女・てる ‐ 鉄道技監・増田礼作の妻。礼作（1854－1917）は府内藩士・増田久世の長男で、藩校・遊焉館、長崎広運館で学んだのち、大学南校を経て開成校工科に移り、文部省派遣で1876年グラスゴー大学に留学、1878年エジンバラの建設会社ブライス・アンド・カンニングハム(Blyth & Cunningham)に入社し、1881年に帰国して日本鉄道技師長就任、同社の国有化に伴い、工部省鉄道局技師となり、1897年に帝国鉄道庁技監、退官後は大湯鉄道顧問などを務めた[16][17]。
- 二女・たま ‐ 佐々木忠次郎の妻[13]
- 三女・コトキ ‐ 三菱合資会社理事・丸田秀実の妻。秀実 (1859年生)は奈良県十津川の勤王の志士・丸田監物（1805－1869）の孫で[18]、1872年に海軍兵学寮に入り、1875年から7年間、英国に留学し、造船所やグリニッジ王立海軍大学校などで学び、1883年末に帰国し海軍大機関士となり、機関学校や兵学校の教師のほか、小野浜造船所、横須賀造船所、横須賀鎮守府造船部に勤務し、1893年に退官、三菱造船所所長を経て三菱の理事兼造船部部長に就任した[19]。
- 四女・よし ‐ 岡村輝彦の妻[20]
- 六女・照子 ‐ 海軍中佐・佐々木高志（伯爵佐々木高行二男）の妻[13]
- 七女・さた ‐ 南郷次郎（海軍少将）の妻[13]
- 養女・もと ‐ 斯波貞吉の妹。福井藩士・鈴木忠純の妻[13]
- 孫 堤正之（堤寿の嗣子、男爵、海軍少佐、正誼没時に父親がすでに亡くなっていたため1921年に祖父から家督を相続）
- 孫 堤新三（海軍主計少佐、短現五期、ビルマ派遣第13警備隊主計長、後に三井物産副社長、極東石油工業社長）